# Джамалдинов, Алихан Алимшейхович
Алиха́н Алимшейхович Джамалди́нов (10 мая 1946, Бирлик, Иссык-Кульская область — 16 декабря 2017) — советский  борец вольного стиля, Заслуженный тренер РСФСР.

## Биография
По национальности чеченец. Родился в депортации в селе Бирлик Киргизской ССР 10 мая 1946 года. В 1964 году окончил школу в Ленинауле. В 1969 году окончил Чечено-Ингушский государственный педагогический институт.
В 1965 году начал заниматься вольной борьбой под руководством Дэги Багаева. В 1968 году стал чемпионом Вооружённых сил СССР. В 1970 году стал первым чеченцем, ставшим чемпионом РСФСР. Побеждал на многих всероссийских и всесоюзных турнирах.
Основатель и бессменный директор Хасавюртовской школы борьбы. Подготовил более 200 мастеров спорта СССР и России, десять заслуженных тренеров СССР и России. Многие из его учеников удостоились высоких спортивных и государственных званий. В 1977 году ему было присвоено звание Заслуженного тренера РСФСР.

## Известные воспитанники Хасавюртовской школы
- Майрбек Юсупов — двукратный чемпион СССР, заслуженный тренер России;
- Салимхан Джамалдинов — призёр чемпионата СССР, заслуженный тренер России (младший брат);
- Адам Сайтиев — трёхкратный чемпион России, трёхкратный чемпион Европы, двукратный чемпион мира, олимпийский чемпион, заслуженный мастер спорта России;
- Бувайсар Сайтиев — трёхкратный чемпион олимпийских игр, шестикратный чемпион мира, шестикратный чемпион Европы, четырёхкратный чемпион России, шестикратный победитель Красноярского турнира имени Ивана Ярыгина, победитель Игр доброй воли, заслуженный мастер спорта России.